# Койчала
Ко́йчала (рос. Койчала) — село в Кіровському районі Ленінградської області, Росія.